# Вибух природного газу в Магнітогорську
Руйнування секції 10-поверхового будинку у наслідок вибуху природного газу, сталося у ніч на 31 грудня 2018 року, проспект Карла Маркса, 164/2. м. Магнітогорськ, Челябінська область, Росія. Майже вся секція десятиповерхового будинку була повністю зруйнована, зруйновано 26 квартир, в яких проживали 46 осіб. Момент вибуху частково зафіксували камери відеоспостереження. При розборі завалів, версія про теракт була спростована, проте згодом відповідальність за вибух у маршрутці та будинку у той день взяло на себе ІДІЛ.

## Пошуково-рятувальна операція
Станом на вечір 2 січня всього з-під завалів витягнули 34 людей, з них 28 загинуло (в тому числі 4 дитини), 6 — врятовані (в том числі 2 дитини). Не знайшли ще 13 чоловік. Всього було задіяно від РСЧС 910 чоловік, 216 одиниць техніки, від МЧС Росії — 455 чоловік, 59 одиниць техніки.

## Реконструкція
Попередні висновки щодо багатосекційного будинку визнавали його аварійним, проте, місцева влада розглядає версію реставрації частково зруйнованого будинку зі створенням двох окремих будівель. Зокрема, розглянутий варіант дорозбору зовнішньої стіни зі сторони проспекту, яка залишилась не обвалена. Заявлено, що така можливість технічно можлива, так як будинок має температурні шви, що роблять секції ізольованими. Станом на літо 2019 року довгий житловий будинок розділили, забравши весь підїзд-секцію будинку створивши сквер з дерев.